# Paul Gross
Pour les articles homonymes, voir Gross.
Paul Gross, né le 30 avril 1959 à Calgary, en Alberta, est un acteur, réalisateur, scénariste et producteur canadien.
Il se fait connaître grâce à sa prestation d'acteur dans la série télévisée canadienne Un tandem de choc ou Direction Sud.

## Biographie

### Jeunesse
Paul Gross naît le 30 avril 1959 à Calgary, en Alberta.
Il commence sa carrière d'acteur à Washington D.C. lorsque, encore adolescent, il joue dans quelques pièces à l'école.

### Carrière
À l'âge de 14 ans, Paul Gross fait son premier par à la télévision avec des commerciaux.
Sa véritable renommée est atteinte lorsqu'il joue l'agent Benton Fraser dans la série télé culte Un tandem de choc (Due South), avec David Marciano. Elle est diffusée entre 1994 et 1998 (4 saisons). Il est l'acteur le mieux payé de toute l'histoire de la télévision canadienne, avec 2 à 3 millions de dollars par saison.
Il est récipiendaire d'un prix Gemini pour son rôle dans Direction sud (pour le Québec) -- (Un tandem de choc pour la France).

### Vie privée
Paul Gross est marié à la comédienne canadienne Martha Burns, a deux enfants et habite en Ontario au Canada.

## Filmographie

### Cinéma

#### Longs métrages
- 1989 : Cold Comfort : Stephen Miller
- 1989 : Divided Loyalties : Walter Butler
- 1991 : Pour le meilleur et pour le rire (Married to It) de Arthur Hiller : Jeremy Brimfield
- 1992 : Buried on Sunday : Augustus Knickel
- 1993 : Aspen extrême (Aspen Extreme) : T.J. Burke
- 1994 : Paint Cans : Morton Ridgewell
- 1994 : Whale Music : Daniel Howl
- 2002 : Men with Brooms (Quatre gars et un balai) : Chris Cutter
- 2004 : Wilby Wonderful : Buddy French
- 2008 : Hooked on Speedman : Paul
- 2010  : Gunless de William Phillips : Sean Lafferty, le Montana Kid
- 2010 : Le Monde de Barney (Barney's Version) : l'agent de police/Constable O’Malley of the North

- 2008 : La Bataille de Passchendaele : Michael Dunne
- 2015 : Hyena road : Pete Mitchell
- 2015 : Beeba Boys : Jamie
- 2018: The Parting Glass: Sean
- 2020: Falling: Dr.Solvei
- 2021: The Middle Man: le Sheriff

### Télévision

#### Téléfilms
- 1985 : Prison de femmes (Turning to Stone) : Billy
- 1990 : Getting Married in Buffalo Jump : Alex Bresnyachuk
- 1994 : XXX's & OOO's : Bucky Dean
- 1997 : The Battle of Vimy Ridge - Part 4: The Battle Joined and Won : le narrateur
- 1997 : 20,000 Leagues Under the Sea : Ned
- 1999 : Coupable probablement (Murder Most Likely) : Patrick Kelly
- 2004 : H2O : Thomas David McLaughlin
- 2005 : Burnt Toast : Scott

#### Séries télévisées
- 1988 : Chasing Rainbows : Jake Kincaid (feuilleton)
- 1989 : Street Legal (série télévisée, 1987)|Street Legal : Steven Hines
- 1990 : Ray Bradbury présente (The Ray Bradbury Theater) : Skip
- 1993 : Les Chroniques de San Francisco (Tales of the City) : Brian Hawkins (feuilleton)
- 1994 : Un tandem de choc (Due South) : Benton Fraser
- 1996 : The Red Green Show : Kevin Black
- 2003 : The Eleventh Hour : Tony Joel
- 2004 : The Rick Mercer Report : le Premier ministre Thomas David McLaughlin
- 2006 : Prairie Giant: The Tommy Douglas Story : John Diefenbaker (feuilleton)
- 2003 : Slings and Arrows : Geoffrey Tennant
- 2006 : Hockey: A People's History : le narrateur
- 2008 : The Trojan Horse : Thomas David McLaughlin
- 2009 : Les Mystères d'Eastwick : Darryl Van Horne
- 2017 : Alias Grace : Thomas Kinnear
- 2018 : Caught : Roy Patterson
- 2019 : Les Chroniques de San Francisco (Tales of the City) : Brian Hawkins
- 2021 : Y:The Last Man : President Ted Campbell

## Théâtre
- 1980-1981
  - A Midsummer Night's Dream
  - As You Like It
  - St Joan
- 1982-1983
  - The Deer and the Antelope Play
  - Unseen Hand
  - Mrs. Warren's Profession
  - Farther West
  - Walsh
  - The Kite
  - Take Me Where the Water is Warm
  - The Dead of Winter
- 1983-1984
  - Sprung Rhythm (ou Buchanan)
  - In the Jungle of Cities
- 1984-1985
  - Successful Strangers
  - A Dream in High Park
  - Thunder, Perfect Mind[1]
- 1986-1987
  - Buchanan
- 1987-1989
  - Observe The Sons Of Ulster Marching Towards The Somme
- 2000
  - Hamlet
- 2011
  - Private Lives
- 2012
  - Are You There, McPhee?
- 2015
  - Domesticated
- 2023
  - King Lear
- 2024
  - the Seafarer
- 2025
  - Who's Afraid of Virginia Woolf?
  - Good Night and Good Luck